# Ricardo Alegría
Ricardo Alegría (San Juan, 14 de abril de 1921 - San Juan, 7 de julho de 2011) foi um antropólogo cultural e arqueólogo porto-riquenho.
Ricardo Alegría nasceu na capital porto-riquenha em 1921. Era filho de José Santos Alegría, um escritor e político membro fundador do Partido Nacionalista de Porto Rico.
Ricardo Alegría formou-se em arqueologia pela Universidade de Porto Rico (UPR) em 1942. Em 1947 formou-se no mestrado em Antropologia e História na Universidade de Chicago. Já em 1954 obteve seu doutorado na Universidade Harvard.
Em 1993 recebeu o Prémio Charles Frankel.